# Bülent Korkmaz
Bülent Korkmaz (Malatya, 24 november 1968) is een Turks voormalig betaald voetballer. Hij was tussen 1984 en 2005 zijn gehele spelersloopbaan actief als centrale verdediger bij topclub Galatasaray. Hij kwam 102 maal in actie voor het Turkse elftal.

## Spelerscarrière
Bülent Korkmaz is een van de beste verdedigers die Turkije ooit heeft gehad. Hij heeft 102 keer gespeeld voor het Turkse elftal, en in die 102 wedstrijden wist hij twee keer te scoren. Sinds 1984 speelde Bülent Korkmaz voor Galatasaray SK, en hij werd daar de aanvoerder. Zijn taak is nadien overgenomen door Hakan Şükür. Voor Galatasaray SK heeft hij 630 wedstrijden gespeeld, waarin hij negentien keer tot scoren kwam.
Bülent Korkmaz heeft meer dan twintig bekers gewonnen, onder andere de UEFA Cup en de Super Cup.

## Trainerscarrière
Voordat het seizoen 2005-2006 begon, is hij gestopt met voetballen en tekende hij bij Gençlerbirliği als assistent-coach. Na de winterstop in 2007 ging hij als hoofdtrainer aan de slag bij Kayseri Erciyesspor. Na de degradatie van Kayseri Erciyesspor heeft Bülent ontslag genomen als trainer.
Op 1 juni 2007 tekende hij voor de Turkse club Bursaspor als trainer voor het seizoen 2007-2008. In 2009 had Korkmaz geen team, nadat hij ontslagen werd bij Galatasaray SK wegens slechte resultaten. Hij werd trainer nadat de Duitser Michael Skibbe werd ontslagen na een 2-5 thuisnederlaag tegen hekkensluiter Kocaelispor.
Daarna is hij trainer geweest bij middenmoters als Antalyaspor en Konyaspor. Momenteel traint hij Alanyaspor.
1 Erkan ·
2 R. Çetin ·
3 Özalan ·
4 İnceefe ·
5 Kerimoğlu ·
6 Sağlam ·
7 Mandıralı ·
8 Temizkanoğlu ·
9 Şükür ·
10 O. Çetin  ·
11 Çıkırıkçı ·
12 Yiğit ·
13 Zafer ·
14 Sancaklı ·
15 Korkut ·
16 Yalçın ·
17 Ercan ·
18 Erdem ·
19 Kafkas ·
20 Korkmaz ·
21 Göymen ·
22 Reçber ·
Coach: Terim
1 Reçber ·
2 Emre Aşık ·
3 Korkmaz ·
4 Akyel ·
5 Özalan ·
6 Erdem ·
7 Buruk ·
8 Kerimoğlu ·
9 Şükür  ·
10 Baştürk ·
11 Şaş ·
12 Çatkıç ·
13 Izzet ·
14 Havutçu ·
15 Nihat ·
16 Ümit Özat ·
17 Mansız ·
18 Penbe ·
19 Ercan ·
20 Ünsal ·
21 Emre Belözoğlu ·
22 Ümit Davala ·
23 Özgültekin ·
Coach: Güneş
1 Rüştü ·
2 Sonkaya ·
3 Korkmaz  ·
4 Akyel ·
5 Özalan ·
6 Penbe ·
7 Balcı ·
8 Arslan ·
9 Şanlı ·
10 Baştürk ·
11 Nihat ·
12 Çatkıç ·
13 Yıldırım ·
14 Barış ·
15 Üzülmez ·
16 Yılmaz ·
17 Servet ·
18 Kartal ·
19 Ateş ·
20 Şahin ·
21 Toraman ·
22 Karadeniz ·
23 Şahin ·
Coach: Güneş